# Бужору (Телеорман)
Бужору (рум. Bujoru) насеље је у Румунији у округу Телеорман у општини Бужору. Oпштина се налази на надморској висини од 27 m.

## Становништво
Према подацима из 2002. године у насељу је живело 1943 становника, од којих су сви румунске националности.